# Evander Kane
Evander Kane (ur. 2 sierpnia 1991 w Vancouver) – kanadyjski hokeista występujący w San Jose Sharks z NHL. Reprezentant Kanady.

## Kariera
- Greater Vancouver Canadians (2003–2004)
- Vancouver Giants (2007–2009)
- Atlanta Thrashers (2009–2011)
- Winnipeg Jets (2011-2015)
  -  Dynama Mińsk (2012)
- Buffalo Sabres (2015-2018)
- San Jose Sharks (2018-)

Wychowanek North Shore Winter Club. W drafcie NHL z 2009 wybrany z czwartym numerem przez Atlanta Thrashers. W zespole tym rozegrał dwa sezony NHL (2009/2010) i NHL (2010/2011). Następnie został zawodnikiem NHL (2011/2012).
We wrześniu 2012 roku przedłużył kontrakt o sześć lat. Wkrótce potem pod koniec września 2012 roku w okresie lokautu w sezonie NHL (2012/2013) był związany kontraktem z białoruskim klubem Dynama Mińsk, występującym w rozgrywkach KHL. Jednakże był niewidoczny i nieskuteczny w grze. Rozegrał tam 10 spotkań, w których uzyskał jeden punkt za gola. W połowie listopada 2012 roku odszedł z klubu z powodu niemożliwości zaadaptowania się do ligi KHL. Od lutego 2015 zawodnik Buffalo Sabres. Pod koniec lutego 2018 został zawodnikiem San Jose Sharks.
Uczestniczył w turniejach o mistrzostwach świata w 2004, 2010, 2011, 2012.

## Sukcesy
Reprezentacyjne
- Złoty medal mistrzostw świata juniorów do lat 20: 2009

Klubowe
- Memorial Cup: 2007 z Vancouver Giants

Indywidualne
- CHL Top Prospects Game: 2009